# Магическая кислота
Маги́ческие кисло́ты (Magic Acids) — самые кислые из известных кислот, представляют собой смеси чистых фтороводорода или фторсульфоновой кислоты с пентафторидом сурьмы. Соответственные значения функции Гаммета −31,3 и −23.
Название магических они получили после того, как на новогодней вечеринке в начале 1960-х в научной группе Джорджа Олы один из сотрудников растворил праздничную свечу в одной из этих смесей. ЯМР-спектр полученного раствора показал наличие чистого трет-бутильного катиона, после чего за кислотами закрепилась слава «магических».
Последующее исследование показало, что при этом происходят расщепление и изомеризация молекул длинноцепочечных парафинов, из которых состоит свеча.

## Использованная литература
- A. Olah. J. Org. Chem., 70, 2005, 2413—2429  (недоступная ссылка)
- Штейнгарц В. Д. Суперкислоты // Соросовский образовательный журнал. — 1999. — № 3. — С. 82—87.